# For Two Pins
For Two Pins é um curta-metragem mudo norte-americano de 1914, do gênero comédia, com o ator cômico Oliver Hardy.

## Elenco
- James Hodges - John Dunn
- Marguerite Ne Moyer - Martha Dunn
- James Hevener - O bêbado
- Raymond McKee - O chefe de polícia
- Oliver Hardy - Um policial (como Babe Hardy)